# Four Seasons Hotels and Resorts

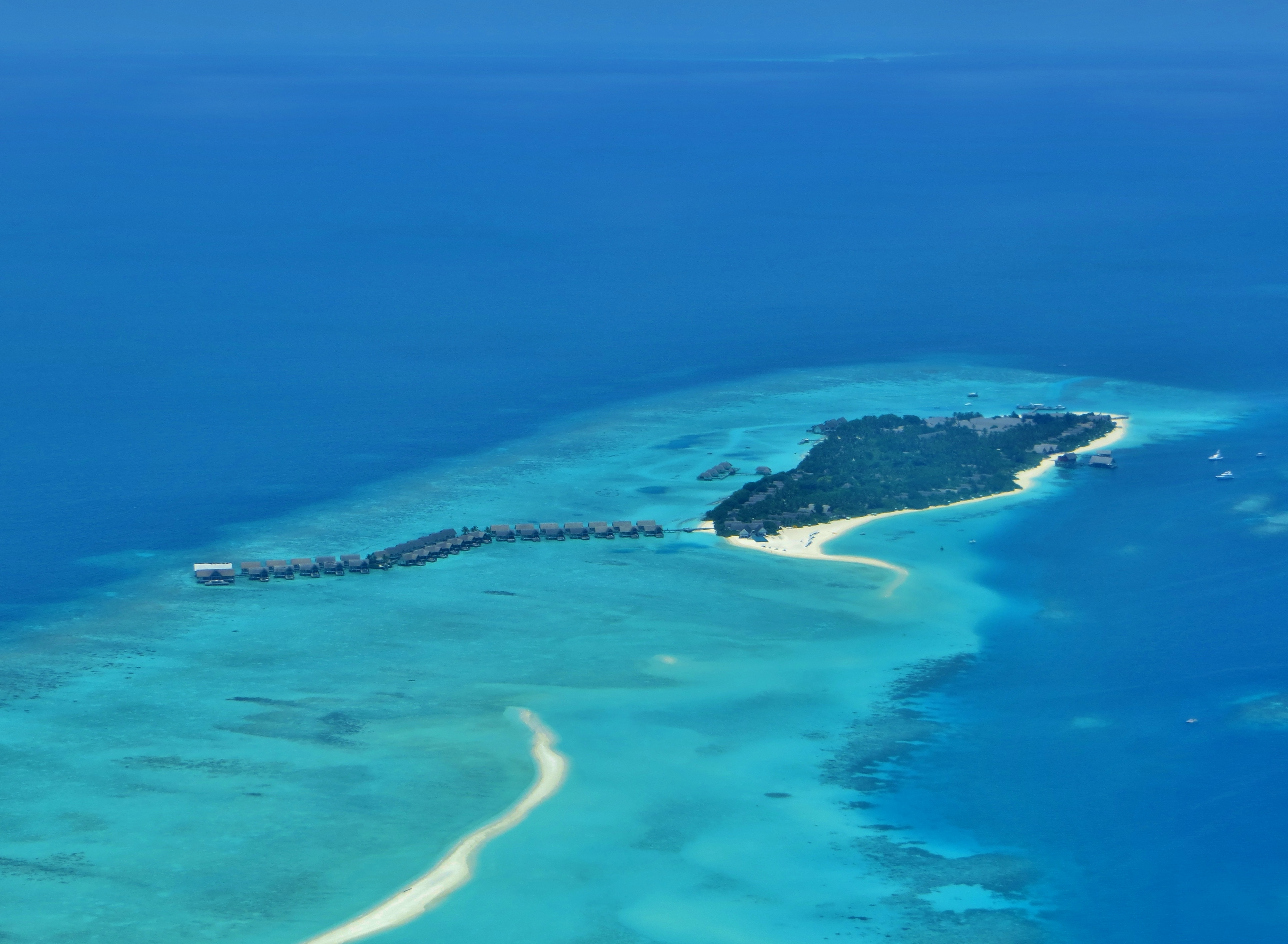
Four Seasons resorteiland in de Maldiven

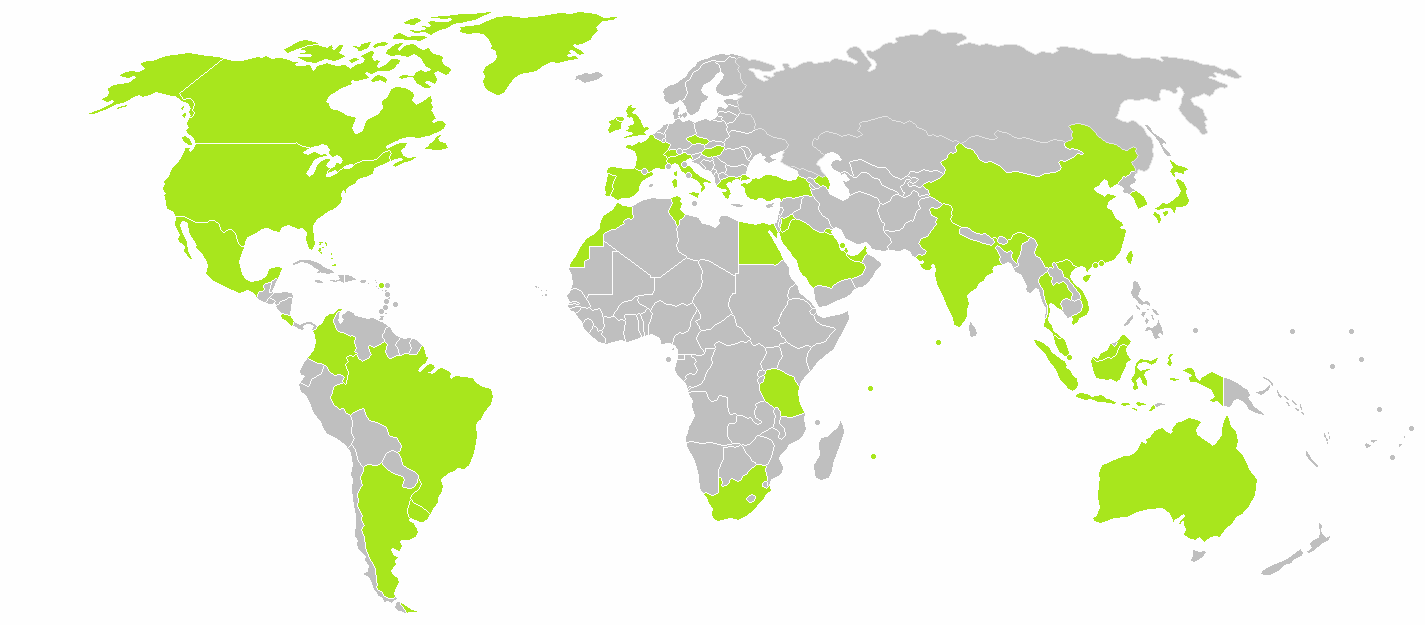
Landen waarin Four Seasons hotels heeft

Four Seasons Hotels Limited, handelend onder de naam Four Seasons Hotels and Resorts, is een internationale hotel- en resortonderneming die gevestigd is in Toronto, Canada. Four Seasons beheert meer dan 100 hotels en resorts wereldwijd.
Four Seasons werd in 1960 opgericht door de Canadese zakenman Isadore Sharp. Hij opende in 1961 het Four Seasons Motor Hotel in Toronto. Sharp verlegde zijn activiteiten naar het luxe-segment en opende in 1970 een Four Seasons hotel in Londen, het Four Seasons Hotel London at Park Lane.
De keten heeft geen enkele van hun hotels en resorts in eigendom. In plaats daarvan beheren ze deze in opdracht van vastgoedbedrijven en projectontwikkelaars.
In 2007 werd de keten verkocht aan de Amerikaanse zakenman Bill Gates en de Saoedische prins Al-Waleed bin Talal. Dit omhelst van 95% van de aandelen en Sharp heeft de rest. Inmiddels heeft bin Talal zijn aandelen verkocht aan Gates.
Four Seasons heeft een eigen Airbus A321LR waarmee vermogende klanten exclusieve reizen kunnen maken en in de lucht van alle gemakken kunnen worden voorzien.

## Hotels en resorts
- Four Seasons Hotel London at Park Lane, Londen, Verenigd Koninkrijk
- Four Seasons Hotel New York, New York, Verenigde Staten
- Four Seasons Hotel & Tower, Miami, Verenigde Staten
- Four Seasons Hotel and Residences Toronto, Toronto, Canada
- Four Seasons Resort & Club Dallas at Las Colinas, Irving, Verenigde Staten
- Kingdom Centre, Riyad, Saoedi-Arabië
- L'île-hôtel de Landaa Giraavaru, Baa-atol, Maldiven
- Mandalay Bay, Las Vegas, Verenigde Staten